# Összehasonlító gyógypedagógia
Az összehasonlító gyógypedagógia a gyógypedagógia egyik ága, amely különböző gyógypedagógiai folyamatokat, elméleteket, tevékenységeket elemez, hasonlít össze. 

## Tárgya
Az összehasonlító gyógypedagógia tárgya: a gyógypedagógia teljes fogalom- és jelenségköre, ha fennállnak az összevethetőség lehetőségei; ilyen például a gyógypedagógia körébe tartozó népesség, a speciális nevelési folyamat, az intézményrendszer, a terminológia. Az összehasonlítás általában kultúrák és nyelvterületek, történeti korszakok és időszakok, a különféle gyakorlati-módszertani eljárások, a gyógypedagógia-társtudományok kutatási eredményei között történik. Összehasonlíthatja a gyógypedagógia egyes ágait, a gyógypedagógiát a pedagógia más területeivel, ill. az egyes országok gyógypedagógiáit. 

## Funkciója
Az Összehasonlító gyógypedagógia funkciója és jelentősége: a gyógypedagógiai fogalmak, koncepciók és tevékenységek tartalmában új hatások érvényesítése, a különbözőségek elemzésével a vizsgált gyógypedagógiai jelenség pontosabb értelmezése, várható tendenciák megállapítása. 

## Magyarország
Magyarországon az összehasonlító gyógypedagógia kezdete a 20. század elejére nyúlik vissza, amikor a gyógypedagógia fogalmáról, elméleti rendszeréről hazai és nemzetközi egybevetések alapján széles körű viták bontakoztak ki. 

## Kutatási módszerei
Az összehasonlító gyógypedagógia kutatási módszerei: szakirodalom feltárása, problématörténeti vizsgálódás, dokumentum-, struktúra- és elméletelemzés, modellképzés.